# Nguyễn Văn Toàn (Fußballspieler)
Nguyễn Văn Toàn (* 12. April 1996 in Hải Dương) ist ein vietnamesischer Fußballspieler.

## Karriere

### Verein
Nguyễn Văn Toàn erlernte das Fußballspielen in der Hoang Anh Gia Lai – Arsenal JMG Academy in Pleiku. Seinen ersten Vertrag unterschrieb er 2015 bei Hoàng Anh Gia Lai in der heimischen V.League 1. Dort stand er bis zum Dezember 2022 unter Vertrag und erzielte in 179 Ligaspielen insgesamt 47 Treffer. Im Januar 2022 wechselte er zur Saison 2023 zum südkoreanischen Zweitligisten Seoul E-Land FC. Für das Fußballfranchise aus Seoul bestritt er neun Zweitligaspiele. Im September 2023 kehrte er in seine Heimat zum Erstligisten Nam Định FC zurück.

### Nationalmannschaft
Nguyễn Văn Toàn spielt seit 2016 in der vietnamesischen Nationalmannschaft und erzielte in 47 Länderspielen fünf Treffer.
Mit der Auswahl nahm der Mittelstürmer bisher drei Mal an der Südostasienmeisterschaft teil und gewann diese 2018.

## Erfolge
Nationalmannschaft
- Südostasienmeister: 2018